# Chingon
Chingón és un grup de rock mexicà d'Austin, als EUA. El seu so està clarament influenciat per l'estil mariatxi, les ranxeres i el rock 'n roll texà.

## Història
Chingon va ser formada pel director de cinema Robert Rodríguez per gravar cançons per a la seva pel·lícula Once Upon a Time in Mexico. El grup va participar en la compilació Mexico and Mariachis (Mèxic i mariatxis), feta per a la 'Trilogia mariatxi' de Rodríguez, i van treure el seu propi àlbum, Mexican Spaghetti Western, l'any 2004. El nom del grup ve del col·loquialisme del castellà de Mèxic "chingón", l'equivalent del qual, en català, seria "canalla" i/o "guai".
Chingon també aportà la seva versió de la cançó mexicana "Malagueña Salerosa" per a la pel·lícula Kill Bill Vol. 2 de Quentin Tarantino, la banda sonora de la qual fou feta per Rodríguez, així com les seves interpretacions en viu de la cançó foren incloses en diverses edicions de la pel·lícula en DVD i Blu-Ray. Al film Grindhouse, de Tarantino i Rodríguez, el grup hi aportà una versió de la cançó amb què començava la pel·lícula, donant-li el títol de "Cherry's Dance of Death". Rodríguez toca la guitarra al grup. La banda també aparegué en un episodi de la sitcom nord-americana George Lopez.

## Membres del grup
- Robert Rodríguez - guitarra
- Alex Ruiz - veu
- Mark del Castillo - guitarra, veu
- Rick del Castillo - guitarra, veu
- Albert Besteiro - baix elèctric
- Carmelo Torres - percussió
- Mike Zeoli - bateria

Quan toquen sense Robert Rodríguez, la banda és coneguda amb el nom de "Del Castillo".
Alguns dels artistes amb qui han tocat són:
- Patricia Vonne (la germana de Rodríguez, juntament amb qui escrigué i interpretà "Severina")
- Salma Hayek (interpretà "Siente Mi Amor")
- Tito Larriva (escrigué i interpretà "Alacran y Pistolero")
- Nataly Pena

## Discografia

### Àlbums
- Mexican Spaghetti Western (2004)

### Aparicions a bandes sonores
- Once Upon a Time in Mexico Soundtrack (2003)
- Mexico and Mariachis (2004)
- Kill Bill Vol. 2 (2004)
- Grindhouse: Planet Terror (2007)
- Hell Ride (2008)
- Machete Soundtrack (2010)